# Attackers
Attackers是創業於1996年的日本AV片商。公司地點位於日本東京都。作品主要是以SM與凌辱作為導向。

## 歷史
成立於1996年 12 月，公司名稱為Attackers Inc.。1997年 2 月，以“ 死惡夜 ”的名稱發行了最初的四個作品。起初它是一家直銷獨立製片商，沒有經過通路，但後來加入了日本的軟體內容協會。

## 專屬女優
- 松下紗榮子
- 夏目彩春
- 星野娜美
- 小泉日向
- 結城乃乃
- 優月心菜
- 琴井汐里
- 今永紗奈

## 註腳
1. ↑  尚無官方中文譯名，中文社群習慣使用英文名稱Attackers。
2. ↑  . AV Research Laboratory.   [2010-06-03]. （原始内容存档于2009-12-27） （日语）.
3. ↑  . Outvision.   [2008-12-07]. （原始内容存档于30 October 2008） （日语）.

## 外部連結
- Attackers 官方網站（页面存档备份，存于）